# Monasterio de Vega
Monasterio de Vega es municipio y localidad española de la provincia de Valladolid, en la comunidad autónoma de Castilla y León.

## Demografía
Cuenta con una población de 79 habitantes (INE 2024).
| Gráfica de evolución demográfica de Monasterio de Vega entre 1842 y 2021 |
| |
| Población de derecho según los censos de población del INE Población de hecho según los censos de población del INEEntre el censo de 1857 y el anterior, crece el término del municipio porque incorpora a 475012 (Oteruelo de Campos) |

## Administración y política
| Periodo   | Nombre                   | Partido |
| --------- | ------------------------ | ------- |
| 1983-1987 | Carlos Gago              |         |
| 1987-1991 | Lorenzo Gago             |         |

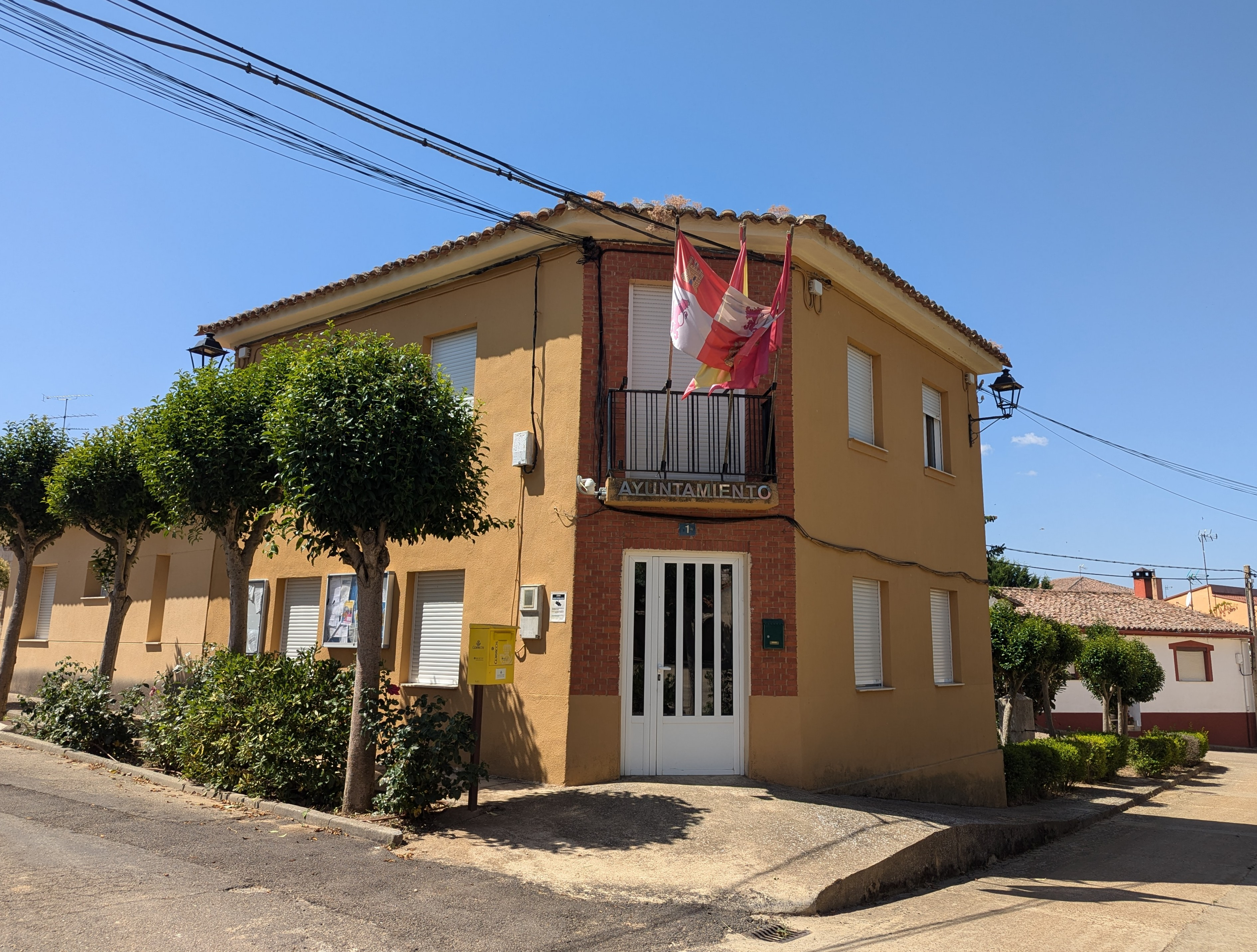
Casa consistorial

| 1991-1995 | Victorino Martínez López |         |
| 1995-1999 | Alfredo Martínez         |         |
| 1999-2003 | Pedro Martínez Gago      |         |
| 2003-2007 | Victorino Martínez López | PP      |
| 2007-2011 | Victorino Martínez López | PP      |
| 2011-2015 | Victorino Martínez López | PP      |
| 2015-2019 | Victorino Martínez López | PP      |
| 2019-2023 | Victorino Martínez López | PP      |

## Cultura

### Patrimonio

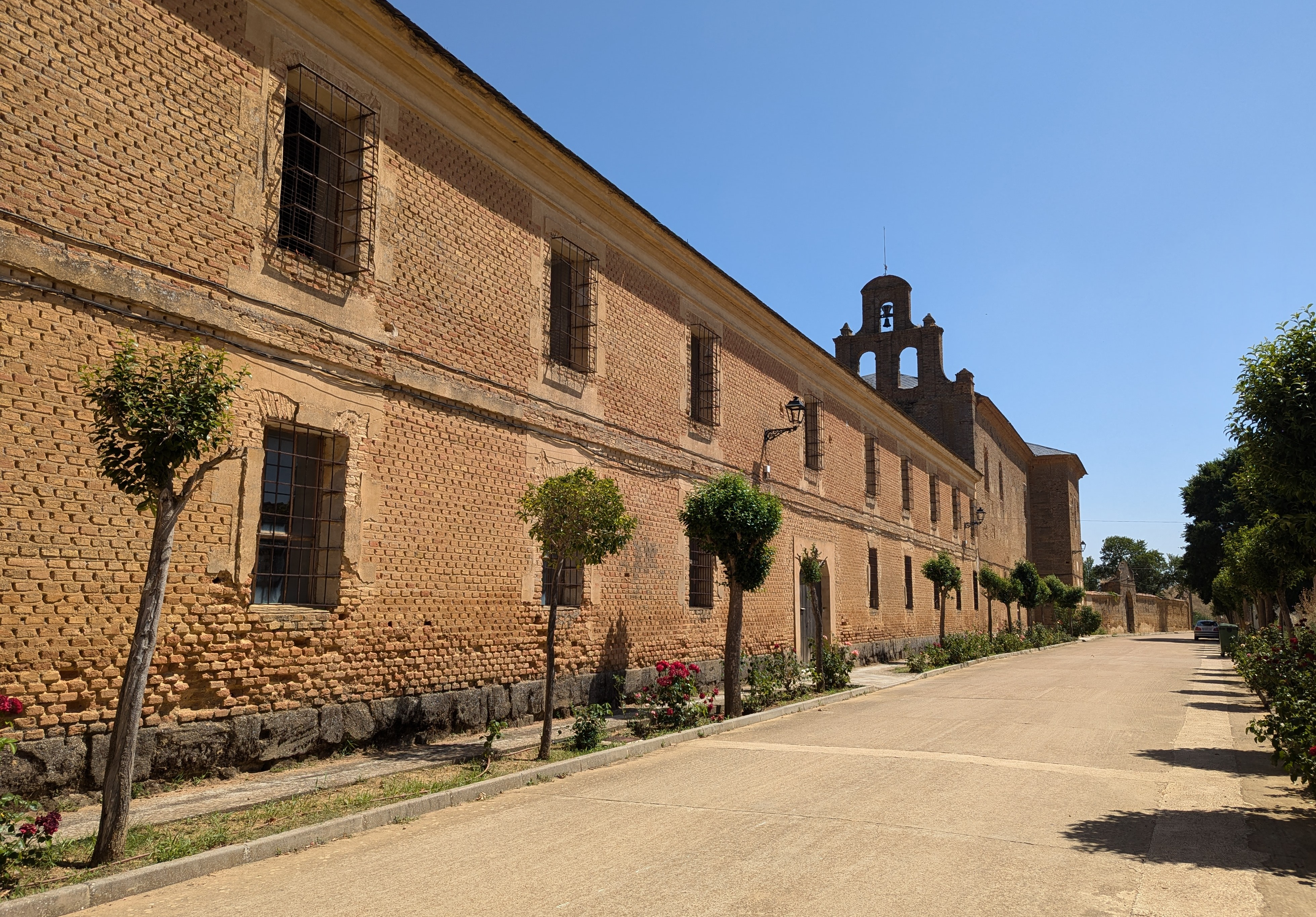
Convento

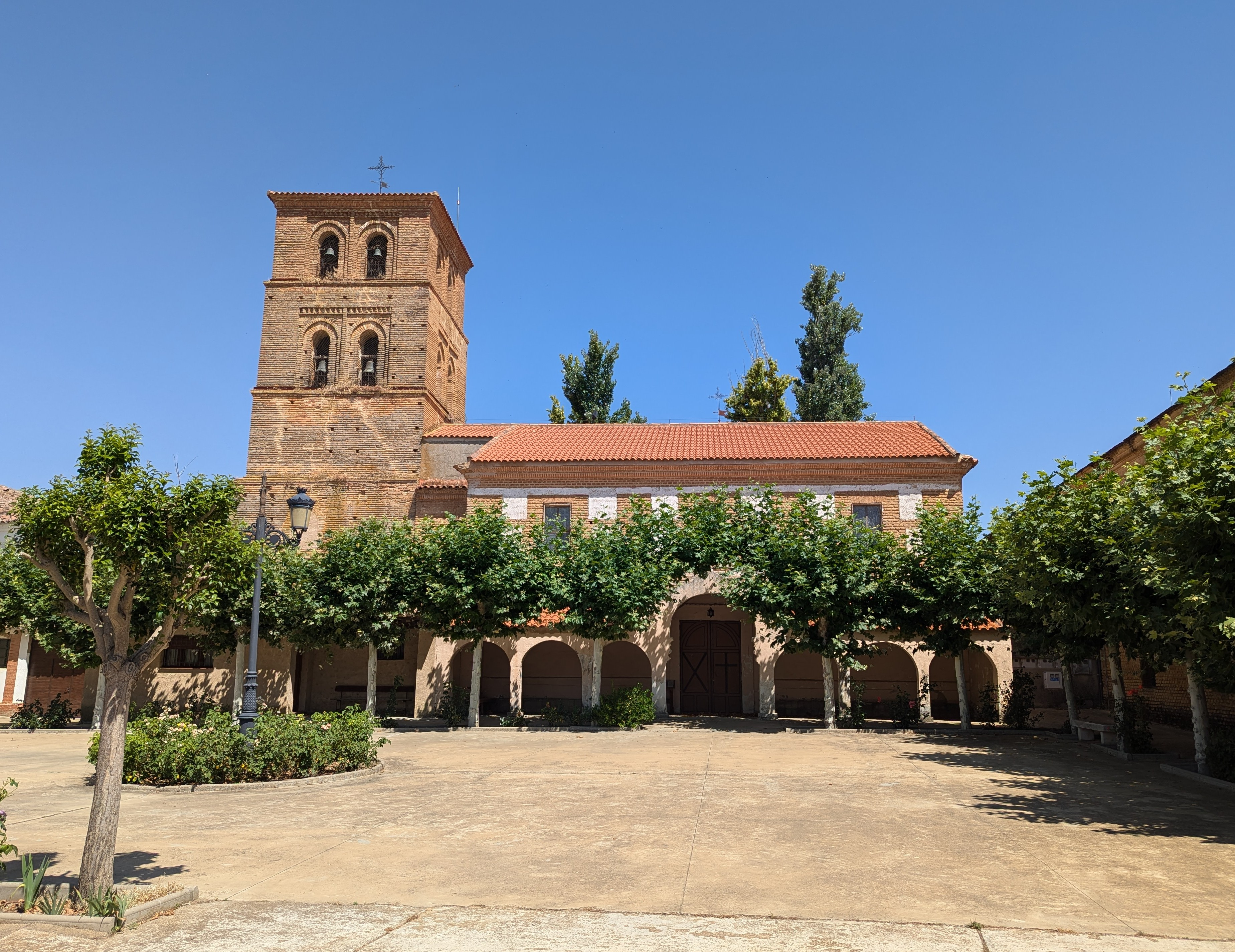
Iglesia de San Andrés

- Convento de Monasterio de Vega: del siglo X, estudiado por Luciano Serrano en su obra Cartulario del Monasterio de Vega (1927).
- Iglesia parroquial de Monasterio de Vega: dedica a San Andrés, con torre mudéjar de cuatro cuerpos. En el presbiterio del templo se conserva un crucifijo gótico, realizado de alrededor de 1300.

### Festividades
- 16 de agosto: San Roque. Se celebran tres o cuatro días de fiestas, entre los que están incluidos los días 15 (Fiesta de la Asunción) y 16 (San Roque). Suele haber actividades para niños, jóvenes y adultos durante el día y verbenas amenizadas por algún grupo o disco-movida por la noche.
- 30 de noviembre: San Andrés.